# 杨桂
杨桂（？—？），清朝政治人物。举人出身。
杨桂曾于1801年接替钟麟任娄县知县一职，1801年由李克轼接任。